# Rita Júdice
Rita Fragoso de Rhodes Alarcão Júdice de Abreu e Mota, más conocida sencillamente como Rita Alarcão Júdice o Rita Júdice (Sé Nova, Coímbra; 8 de diciembre de 1973) es una abogada y política portuguesa. En 2024 fue elegida diputada a la Asamblea de la República en las elecciones parlamentarias en las que acudió como independiente por la circunscripción de Coímbra.
Fue nombrada ministra de Justicia en el primer gobierno de Luís Montenegro (XXIV gobierno constitucional) y renovada en el segundo gobierno de Luís Montenegro.

## Biografía
Rita Alarcão Júdice nació en la entonces freguesia de Sé Nova, parte del municipio de Coímbra en el distrito homónimo de los últimos compases del Estado Nuevo.
Se licenció en Derecho por la Facultad de Derecho de la Universidad Católica Portuguesa en la Escuela de Lisboa en 1997.
De 2013 a 2023 fue socia del despacho de abogados PLMJ, siendo su padre, José Miguel Júdice, uno de los fundadores del mismo. En esa sociedad fue la coordinadora del área de inmobiliaria y turismo. Ha ejercido más de 25 años en el área del derecho inmobiliario.
Es miembro de la Comisión Ejecutiva del Urban Land Institute (ULI) de Portugal y es asociada de Women in Real Estate (WIRE Portugal).

### Trayectoria política
Se presentó a las Elecciones parlamentarias de Portugal de 2024 por la circunscripción electoral de Coímbra como independiente encabezando la lista de Alianza Democrática. Tras ser elegida diputada de la XVI Legislatura de la Asamblea de la República, se unió al grupo parlamentario del Partido Social Demócrata.
A raíz del escándalo político del Caso Spinumviva que implicaba al propio primer ministro portugués, se disolvió la Asamblea y se convocaron nuevas elecciones parlamentarias que la Alianza Democrática de Luís Montenegro (y donde el PSD está integrado) volvió a ganar, rehaciendo un nuevo gabinete (XXV gobierno constitucional) en el que Rita Alarcão Júdice mantuvo la cartera ministerial de Justicia.